# Wenden (zeilen)

Schematische afbeelding van het 'wenden'.

Wenden is een koersverandering bij het zeilen waarbij de lengteas van het schip door de wind draait. Dat kan met manoeuvre "overstag gaan" waarbij de boeg door de wind draait, of door te "gijpen" waarbij de spiegel (achtersteven) door de wind gaat. 
Welke manoeuvre voor een gegeven situatie passend is, hangt mede af van het type  zeiltuig: langs- of dwarsgetuigd.

## Langsgetuigd

#### Overstag
Langsgetuigde schepen gaan bij voorkeur met de boeg door de wind; bij sterke wind is dat de enige optie. Ongeveer zoals bij een in de wind wapperende vlag, komen de zeilen bij het overstag gaan met hun voorzijde (het voorlijk) nauwelijks in beweging, omdat ze verbonden blijven met de voorstag of de mast. De achterzijde (het achterlijk) kan wel heftig in de wind klapperen, en de giek kan wel wat driftig heen en weer bewegen, maar dat is verder geen probleem. Bij het overstag gaan kunnen grootzeil, giek en fok betrekkelijk rustig naar het andere boord worden overgebracht.

#### Gijpen
Voor koersen "hoog aan de wind" en voor overstag gaan, zijn langsgetuigde jachten bij uitstek geschikt, maar "voor de wind" varen en gijpen, is problematisch en bij veel wind riskant. Het grootzeil met giek staan dan ver buitenboord, met veel ruimte in de grootschoot. Bij gijpen is het dan lastig om het grootzeil en giek beheerst naar het andere boord te laten overgaan. Bovendien kan, door een onopgemerkte verandering van koers of windrichting, de wind vat krijgt op de voorzijde van het grootzeil zodat men door een ongewilde gijp wordt verrast. Het grootzeil en giek vliegen dan met een enorme zwaai naar het andere boord (klapgijp). De giek heeft zo al menig zeiler een klap voor zijn hoofd gegeven, maar ook averij gegeven door tegen het want te slaan. 
Bij sterke wind kan men gedwongen worden om "te gijpen door overstag te gaan" dat is het door het varen van een "stormrondje", een manoeuvre waarbij men oploeft, overstag gaat, en verder afvalt tot op de gewenste koers.

## Dwarsgetuigd

### Overstag
Bij dwarsgetuigde schepen ligt een en ander net omgekeerd:  overstag gaan, en daarbij de wind op de kop krijgen, waarbij de zeilen tegen de mast worden geblazen, is alleen bij zwakke wind veilig te doen. Bij sterkte wind en zeegang is er ook bij dwarsgetuigde schepen het alternatief: het varen van een "stormrondje", al gaat men daarbij dan "overstag door te halzen".

### Halzen
Voor de wind varen en halzen is voor dwarsgetuigde schepen geen probleem, met de spiegel door de wind gaan "halzen", is altijd mogelijk.